# اربعاء (استان بلیده)
اربعاء (استان بلیده) (به عربی: الأربعاء) یک شهرداری در الجزایر است که در Larbaâ District واقع شده‌است. اربعاء ۸۵٫۲۵ کیلومتر مربع مساحت و ۸۳٬۸۱۹ نفر جمعیت دارد.